# Óbolo de São Pedro
O óbolo de São Pedro é um sistema de arrecadação de donativos da Igreja Católica, onde os fiéis oferecem ajuda econômica diretamente ao Santo Padre, para a manutenção da Igreja e para ajudar no auxílio aos mais necessitados. Também é coletado nas paróquias no dia 29 de junho, festa dos apóstolos São Pedro e São Paulo.